# Arthroleptella subvoce
Espèce
Statut de conservation UICN

 CR  : 
En danger critique
Arthroleptella subvoce est une espèce d'amphibiens de la famille des Pyxicephalidae.

## Répartition
Cette espèce est endémique du Sud-Ouest de la province de Cap-Occidental en Afrique du Sud. Elle se rencontre au-dessus de 900 m d'altitude,.

## Publication originale
- Turner, De Villiers, Dawood & Channing, 2004 : A new species of Arthroleptella Hewitt, 1926 (Anura: Ranidae) from the Groote Winterhoek Mountains of the Western Cape Province, South Africa. African Journal of Herpetology, vol. 53, p. 1-12.